# Вилараспа (Виченца)
Вилараспа је насеље у Италији у округу Виченца, региону Венето.
Према процени из 2011. у насељу је живело 539 становника. Насеље се налази на надморској висини од 83 м.